# Román el Grande
Román Mstislávich (en ucraniano y ruso: Роман Мстиславич), o Román el Grande, (antes de 1160-Zawichost, 14 de octubre de 1205) fue un príncipe Rus, Gran Príncipe de Kiev (miembro de la dinastía ruríkida).
Fue príncipe de Nóvgorod (1168-1170), príncipe de Lodomeria (1170-1189, 1189-1205), y príncipe de Hálych (1189, 1198/99-1205). Al apoderarse del trono de Hálych, se convirtió en gobernante de toda la Rus del oeste. Los cronistas de principios del siglo XII lo llamaban bajo el título imperial bizantino "autócrata" (αύτοκράτωρ), pero no hay evidencia que confirme esto oficialmente.
Libró dos campañas exitosas contra los cumanos, de las cuales volvió con muchos prisioneros rescatados. Los efectos de las victorias de Román fueron, sin embargo, socavados por las nuevas disensiones entre los príncipes del Rus.
Román murió en una batalla contra los polacos. Fundó la dinastía Románovich que reinó en Lodomeria y Hálych hasta 1340.

## Primeros años

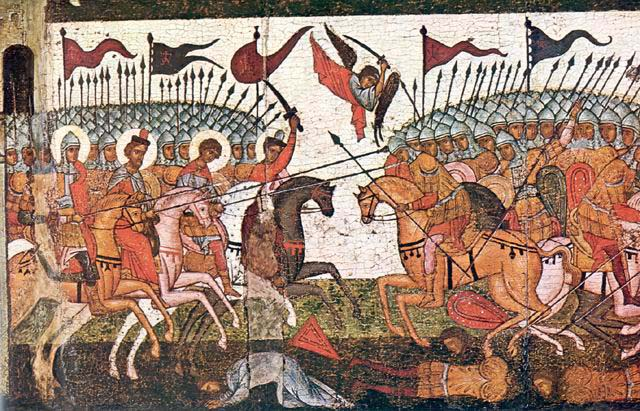
Príncipe de Lodomeria

Román fue el hijo mayor de Mstislav Iziaslávich (quien era príncipe de Lodomeria en ese momento), e Inés, una de las hijas del duque Boleslao III de Polonia.
Luego de que los novgorodienses expulsaran a su príncipe, Sviatoslav IV Rostislávich, Román fue enviado a Nóvgorod el 14 de abril de 1168 por su padre (que había ocupado Kiev). Sin embargo, los príncipes de Smolensk (hermanos de Sviatoslav IV) y el príncipe Andréi Bogoliubski (quien apoyaba al gobierno de Sviatoslav IV en Nóvgorod) pasaron el resto del año conspirando y formando alianzas contra Mstislav Iziaslávich.
Luego de la muerte de Mstislav en agosto de 1170, los novgorodienses expulsaron a Román e invitaron a Andréi Yúrievich Bogoliubski a ser su príncipe, y luego a Riúrik Rostislávich a gobernar Nóvgorod.

## Príncipe de Lodomeria
Cuando su padre murió, Román legó el Principado de Lodomeria. Sometió a los yotvingios, y usó a los prisioneros para arrastrar los arados de sus tierras.
Román se casó con Predslava Riúrikovna, hija de Riúrik Rostislávich (su sucesor en Nóvgorod). Su hija mayor se casó con Vasilko Vladímirovich, nieto del Príncipe Yaroslav Vladímerovich Osmomysl de Hálych, pero luego fue repudiada.
Luego de la muerte de Yaroslav Osmomysl el 1 de octubre de 1187, los problemas empezaron en el Principado de Hálych, debido a las luchas entre sus dos hijos, Oleg Yaroslávich y Vladímir Yaroslávich. Román instó a los galitzianos a desalojar a Vladímir Yaroslávich y convertirlo a él en su príncipe, pero fallaron tanto en expulsar a Vladímir como en matarlo. Pero cuando los galitzianos amenazaron con asesinar a su esposa, Vladímir huyó con ella hacia el rey Bela III de Hungría (1172–1196). De acuerdo a una crónica posterior, Oleg Yaroslávich fue designado por el duque Casimiro II de Polonia (1177–1194) para gobernar en Hálych, pero los galitzianos lo envenenaron e invitaron a Román a ser su príncipe. Cuando aceptó la oferta, Román le dio su patrimonio de Lodomeria a su hermano, Vsévolod Mstislávich.
Pero el rey Bela III marchó contra Román, intentando reinstalar a Vladímir Yaroslávich, y los húngaros tomaron el principado. Bela III, en vez de devolver Hálych a Vladímir, proclamó a su propio hijo Andrés gobernante del principado.
Román fue forzado a huir a Lodomeria, pero su hermano, Vsévolod, le negó la entrada. Por lo tanto fue con los polacos, pero cuando se rehusaron a ayudarle, Román acudió a su suegro, Riúrik Rostislávich, en Bélgorod. Román solicitó ayuda militar de su suegro, pero los húngaros repelieron su ataque. Riúrik, entonces, ayudó a Román a expulsar a Vsévolod Mstislávich de Lodomeria y retomar su patrimonio.
Mientras tanto Vladímir Yaroslávich logra escapar de su mazmorra en Hungría; además, el duque Casimiro manda tropas polacas a Hálych para apoyar las demandas de Vladímir. En el contexto de la expedición, los pobladores se levantaron contra los húngaros y expulsaron a Andrés en 1190. Vladímir Yaroslávich solicitó a su tío, el Príncipe Vsévolod III Yúrievich de Vladímir, que apoyara su gobierno. Vsévolod Yúrievich exigió a los príncipes de la Rus, entre ellos Román, que se comprometieran a no cuestionar la autoridad de Vladímir en Hálych, y todos accedieron.
El 17 de mayo de 1195, el Gran Príncipe Riúrik Rostislávich asignó los dominios del Principado de Kiev a los príncipes de la dinastía de Monómaco, y Román recibió Tórchesk, Tripilia, Korsun, Boguslav, y Kániv. Vsévolod III Yúrievich, sin embargo, amenazó con declarar la guerra al enterarse de las asignaciones, y por lo tanto Román accedió a renunciar a las ciudades a cambio de dominios similares o un pago adecuado en kuny. Riúrik Rostislávich entonces le dio las cinco ciudades a Vsévolod III, quien, a su vez, entregó Tórchesk a su yerno, Rostislav Riúrikovich (hermano de la esposa de Román). Al enterarse de que su cuñado había recibido Tórchesk, Román acusó a su suegro Riúrik de ingeniárselas desde el principio para darle el dominio a su hijo. Riúrik le advirtió a Román que no podía darse el lujo de alienar a Vsévolod III porque todos los príncipes Monomácovichi lo habían reconocido como jefe de la casa.
Román rehusó a apaciguarse y conspiró contra su suegro, acudiendo al príncipe Yaroslav II Vsévolodovich de Chernígov, quien accedió a unírsele. Cuando Riúrik se enteró cómo Román había persuadido a Yaroslav II para tomar Kiev, le informó a Vsévolod III Yúrievich. Temiendo represalias, Román cabalgó hacia los polacos y fue herido en batalla; pidiendo así a Riúrik Rostislávich por clemencia. El metropolitano Nikífor reconcilió a los dos príncipes, y Riúrik le dio a Román la ciudad de Poloni (suroeste de Kámenets) y un distrito en el río Ros'.
En el otoño de 1196 Román ordenó a sus terratenientes usar Poloni como base para atacar los dominios del hermano (el Príncipe Davíd Rostislávich de Smolensk) e hijo (el Príncipe Rostislav Riúrikovich de Tórchesk) de su suegro. Riúrik Rostislávich respondió enviando a su sobrino, el Príncipe Mstislav Mstislávich de Trepol con órdenes de unirse a Vladímir Yaroslávich de Hálych para atacar las tierras de Román. En consecuencia, Vladímir Yaroslávich y Mstislav Mstislávich arrasaron el distrito de Román cerca de Peremil, mientras Rostislav Riúrikovich y sus fuerzas atacaban un distrito de Román cerca de Kámenets. Por esa época, Román repudió a su esposa, hija de Riúrik, e intentó confinarla en un monasterio.

## Príncipe de Hálych y Lodomeria
En 1198 (ó 1199) Vladímir II Yaroslávich de Hálych muere, y su muerte crea un vacío político que un gran número de reclamantes estaban ansioso de llenar. Riúrik Rostislávich podía decir ahora que, luego de la desaparición de la dinastía de Hálych, el territorio volvía a la jurisdicción del príncipe de Kiev; los príncipes de las dos ramas de Ólgovichi (los príncipes de Chernígov) podían argumentar que los lazos matrimoniales con la difunta dinastía les daba el derecho de gobernar Hálych; y los húngaros ya habían hecho una oferta por el dominio diez años atrás. Los galitzianos pidieron a Riúrik a su hijo Rostislav, pero Román acudió al duque Léshek I de Polonia (1194–1227), con la promesa de estar a su total disposición, si el gobernante polaco le ayudaba a ganar Hálych. Cuando los ciudadanos se negaron a recibir a Román, el Duque Leszek I sitió la ciudad para luego capturarla y obligar a los habitantes a aceptar a Román como su príncipe. Román se comprometió a servir al duque de Polonia y a vivir en paz con sus nuevos súbditos.
Román volvió su atención hacia los cumanos, que amenazaban los interés bizantinos en la península balcánica, y accedió a asistir al emperador Alejo III Ángelo (1195–1203), planeando un severo golpe contra los nómadas. En 1200 se casó con Ana, una princesa bizantina, pariente del emperador Isaac II Ángelo.
Poco después, Román empezó a causar estragos en los dominios de Riúrik Rostislávich y de otros príncipes. En 1201, Riúrik se alió con los Ólgovichi en una campaña contra Román. Román previó sus ataques y reunió a las tropas de su principado, y luego los Monómacovichi y los gorros negros se aliaron a él. Los kievitas abrieron las puertas del podol’ a Román, y este forzó a Riúrik y a los Ólgovichi a capitular; le dio Kiev, con el consentimiento de Vsévolod III Yúrievich, al Príncipe Íngvar Yaroslávich de Lutsk. Sin embargo, Riúrik y los Ólgovichi recapturaron Kiev el 2 de enero de 1203.
Román pidió a Vsévolod III pacificarse con los Ólgovichi, y luego de concluir la paz con ellos, marchó contra Riúrik en Óvruch el 16 de febrero de 1203. Riúrik fue sometido por Román y Vsévolod III, y prometió romper relaciones con los Ólgovichi y los cumanos. Luego de esto, Román le aconsejó pedirle a Vsévolod III que lo restituyera en Kiev y le prometió que apoyaría el pedido. Consecuentemente, Vsévolod III perdonó a Riúrik y volvió a nombrarlo príncipe de la ciudad.
Ese invierno, Riúrik Rostislávich, Román y otros príncipes atacaron a los cumanos y rescataron muchos prisioneros. Luego de la expedición se reunieron en Tripilia para asignar dominios de acuerdo a los servicios que cada uno había hecho en la defensa del Rus. Pero la discusión terminó haciendo que Román capturara a Riúrik, lo enviara a Kiev, y lo tonsurara como monje. También forzó a la esposa e hija de Riúrik (esta última era su esposa que había repudiado) a convertirse en monjas; y expulsó a los hijos de Riúrik (Rostislav y Vladímir Riúrikovich) a Hálych.
Mientras tanto, las relaciones entre Román y el duque Leszek I de Polonia se deterioraban por motivos personales y religiosos. Leszek I era un devoto católico y fue probablemente por sugerencia suya que el papa Inocencio III envió a sus emisarios a Román en 1204, instándolo a aceptar el catolicismo y prometiendo ponerlo bajo la protección de la espada de San Pedro. La respuesta de Román, según consta en la Crónica de Radzivill, fue bastante característica: señalando su espada preguntó a los emisarios: "¿Es la espada del Papa similar a la mía? Mientras tenga la mía, no necesito otra".
El duque Leszek I, apoyado por su hermano el duque Conrado I de Mazovia, emprendió una repentina campaña contra Román. Este último fue sorprendido y asesinado en la primera batalla en Zawichost. Según otra versión, Román quería expandir su reino a costa de Polonia y murió en una emboscada entrando en territorio polaco.

## Casamiento e hijos
#:Predslava Riúrikovna, hija del Gran Príncipe Riúrik Rostislávich de Kiev y su esposa, Ana Yúrievna de Túrov
- Fedora Románovna (?-luego de 1200), esposa de Vasílko Vladímirovich de Hálych;[1]
- Elena Románovna[2] (o María Románovna) (?-luego de 1241), esposa del príncipe Mijaíl Vsévolodovich de Chernígov;[1]
- (?) Salomea Románovna (?-luego de 1220), esposa del duque Swantopolk I de Pomerania;[1]

#(1197/1200): Ana, hija del emperador Isaac II Ángelo
- Rey Daniel Románovich de Hálych (1201/1202-1264)[1]
- Rey Vasílko Románovich de Hálych (1203/1204-1269)[1]